# Bahnstrecke Süßen–Weißenstein
| Streckennummer (DB): | 4731                 |                            |                            |
| Kursbuchstrecke (DB): | 903, 320p (bis 1970) |                            |                            |
| Kursbuchstrecke: | 325g (1946)          |                            |                            |
| Streckenlänge: | 10,41 km             |                            |                            |
| Spurweite: | 1435 mm (Normalspur) |                            |                            |
| Maximale Neigung: | 33 ‰                 |                            |                            |
| Minimaler Radius: | 200 m                |                            |                            |
| |                      |                            |                            |
| \| \| \| von Stuttgart \| \| \| \| 0,00 \| Süßen \| 354 m \| \| \| \| nach Neu-Ulm \| \| \| \| 0,60 \| Abzweig Industrieanschluss \| Abzweig Industrieanschluss \| \| \| 0,97 \| Abzweig Umspannwerk \| Abzweig Umspannwerk \| \| \| 1,16 \| Lauter \| Lauter \| \| \| 3,42 \| Donzdorf \| 400 m \| \| \| 3,95 \| Simonsbach \| Simonsbach \| \| \| 4,10 \| Seitzenbachstraße \| Seitzenbachstraße \| \| \| 5,69 \| Winzingen \| 428 m \| \| \| 6,96 \| Grünbach \| 445 m \| \| \| 7,14 \| Bachbrücke bei Grünbach \| Bachbrücke bei Grünbach \| \| \| 8,71 \| Nenningen \| 465 m \| \| \| 9,30 \| Hangbrücke bei Nenningen \| Hangbrücke bei Nenningen \| \| \| 10,41 \| Weißenstein (Württ) \| 510 m \| |                      |                            |                            |
| Strecke |                      | von Stuttgart              | von Stuttgart              |
| Bahnhof | 0,00                 | Süßen                      | 354 m                      |
| Abzweig ehemals geradeaus und nach rechts |                      | nach Neu-Ulm               | nach Neu-Ulm               |
| Abzweig geradeaus und von links (Strecke außer Betrieb) | 0,60                 | Abzweig Industrieanschluss | Abzweig Industrieanschluss |
| Abzweig geradeaus und von links (Strecke außer Betrieb) | 0,97                 | Abzweig Umspannwerk        | Abzweig Umspannwerk        |
| Brücke über Wasserlauf (Strecke außer Betrieb) | 1,16                 | Lauter                     | Lauter                     |
| Bahnhof (Strecke außer Betrieb) | 3,42                 | Donzdorf                   | 400 m                      |
| Brücke über Wasserlauf (Strecke außer Betrieb) | 3,95                 | Simonsbach                 | Simonsbach                 |
| Brücke (Strecke außer Betrieb) | 4,10                 | Seitzenbachstraße          | Seitzenbachstraße          |
| Haltepunkt / Haltestelle (Strecke außer Betrieb) | 5,69                 | Winzingen                  | 428 m                      |
| Haltepunkt / Haltestelle (Strecke außer Betrieb) | 6,96                 | Grünbach                   | 445 m                      |
| Brücke über Wasserlauf (Strecke außer Betrieb) | 7,14                 | Bachbrücke bei Grünbach    | Bachbrücke bei Grünbach    |
| Bahnhof (Strecke außer Betrieb) | 8,71                 | Nenningen                  | 465 m                      |
| Brücke (Strecke außer Betrieb) | 9,30                 | Hangbrücke bei Nenningen   | Hangbrücke bei Nenningen   |
| Kopfbahnhof Streckenende (Strecke außer Betrieb) | 10,41                | Weißenstein (Württ)        | 510 m                      |

Die Bahnstrecke Süßen–Weißenstein, auch Lautertalbahn genannt, war eine 10,41 Kilometer lange, normalspurige Nebenbahn, die zwischen 1901 und 1981 die beiden Ortschaften Süßen und Weißenstein miteinander verband. Das Teilstück bis Donzdorf war darüber hinaus noch bis 1995 in Betrieb. Die Strecke zweigte als Stichbahn von der Filstalbahn ab und führte entlang des namensgebenden Flusses Lauter. Im Kursbuch trug sie zuletzt die Nummer 903, in früheren Jahren trug sie die Bezeichnungen 320p beziehungsweise 315g.

## Geschichte

### Eröffnung
Am 7. Dezember 1901 wurde die Strecke von den Königlich Württembergischen Staats-Eisenbahnen (KWStE) eröffnet. Donzdorf war die bedeutendste Zwischenstation. Die Bahn diente neben dem Gütertransport vor allem als Pendlerverbindung in das stark industrialisierte Filstal, aber auch bis in das Neckartal und den Großraum Stuttgart.

### Niedergang
Zunächst wurde am 1. Juni 1969 mit Beginn des Sommerfahrplans im Abschnitt Donzdorf–Weißenstein der Personenverkehr eingestellt. Am 26. September 1981 erfolgte die Einstellung des Güterverkehrs Grünbach–Weißenstein, am 22. Dezember 1989 Donzdorf–Grünbach. Im Streckenteil Süßen–Donzdorf wurde – ebenfalls zu Beginn des Sommerfahrplans – der Personenverkehr am 30. Mai 1980 eingestellt.
Mit Inkrafttreten der Bahnreform zum 1. Januar 1994 entfiel für die Deutsche Bahn auf dem verbliebenen Abschnitt die Bedienpflicht im Güterverkehr. In Folge stellte sie mit Wirkung zum 25. September 1994 die Bedienung der Strecke im Güterverkehr ein. Da die Strecke nun ohne Verkehr war, beantragte die DB als zuständiges Eisenbahninfrastrukturunternehmen ihre Stilllegung, welche zum 1. Juli 1995 wirksam wurde.
Die Flächen der Strecke wurden von Bahnbetriebszwecken freigestellt.

## Heutiger Zustand der Trasse

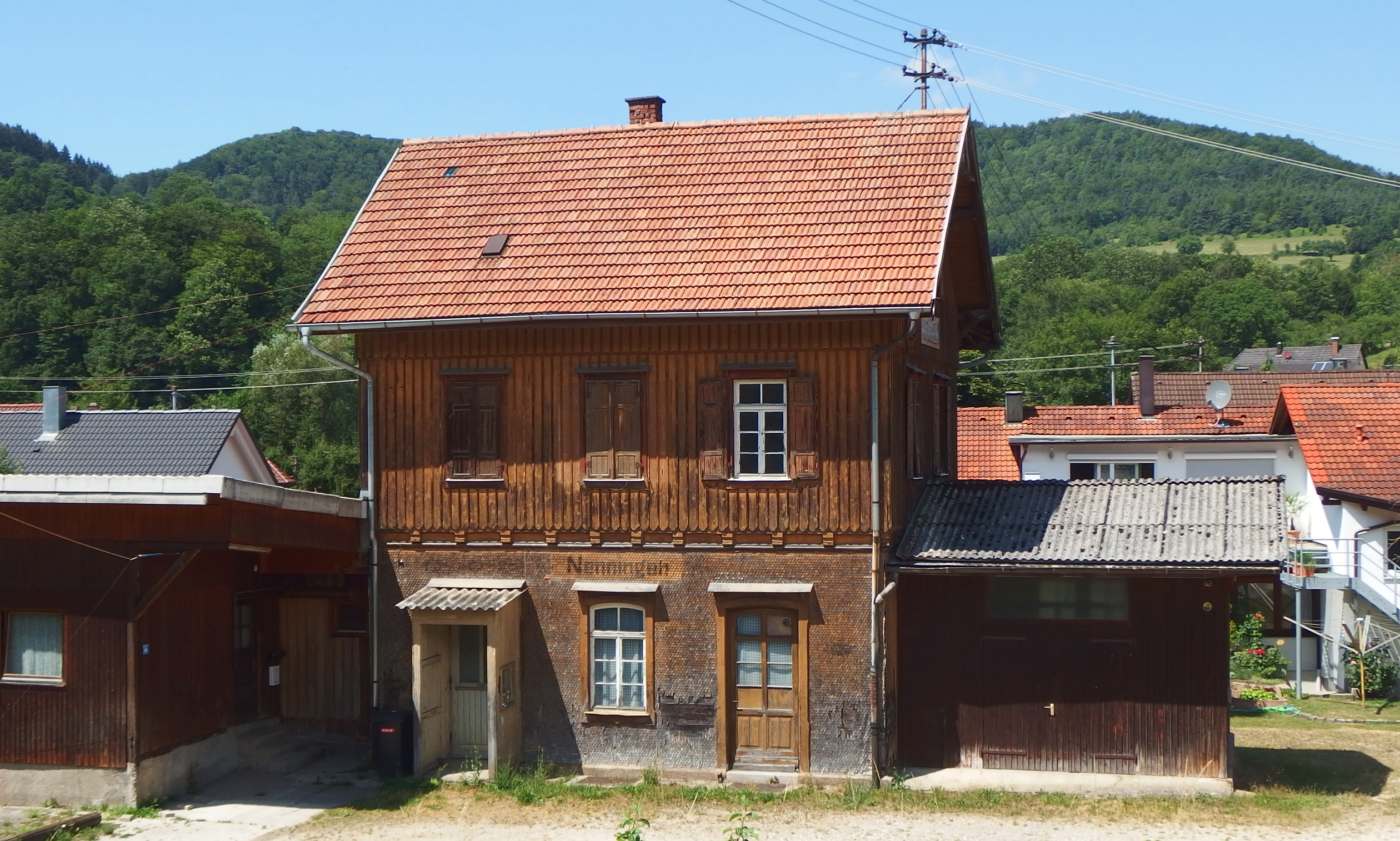
Empfangsgebäude von Nenningen, ein Einheitsbahnhof des Typs IIa

Die Trasse ist noch weitgehend erhalten, lediglich der Bahnhofsbereich Weißenstein wurde mit einem Gewerbegebiet überbaut. Die Gleisanlagen selbst wurden mittlerweile nahezu vollständig abgebaut: 2002 erfolgte der Abbau zwischen Süßen und Donzdorf. Als letzte Rückbau-Maßnahme wurden im März 2007 im Stadtgebiet Süßen die letzten vorhandenen Gleisreste entfernt. Lediglich im Bereich einer Feldwegüberfahrt zwischen Süßen und Donzdorf sowie auf dem Bahnhofsgelände Donzdorf sind noch zwei kurze Gleisjoche erhalten geblieben. Letzteres hat den Charakter eines Denkmals, auf welchem ein alter Bauzug-Wagen steht, der aus einem dreiachsigen Umbauwagen entstand.
Ebenfalls erhalten geblieben sind zwei der früher insgesamt drei Stationsgebäude, hierbei handelt es sich um Donzdorf und Nenningen. Das Bahnhofsgebäude von Weißenstein wurde hingegen Ende der 1990er-Jahre abgerissen. Des Weiteren existieren auch noch alle Brückenbauwerke. Mit Ausnahme der ebenfalls noch bestehenden Brücke über die Lauter beim Kilometer 1,16 sind sie Bestandteil der beiden als Radweg genutzten Teilabschnitte.

## Radweg
Zwei Teilabschnitte der ehemaligen Bahntrasse werden heute als asphaltierter Bahntrassenradweg und Fußweg genutzt. Zum einen ein 1,74 Kilometer langer Abschnitt im Stadtgebiet Donzdorf (zwischen dem etwas südlich des Bahnhofs gelegenen ehemaligen Bahnübergang Wagnerstraße und dem nördlichen Bebauungsrand bei der Hafnerstraße), zum anderen ein 3,26 Kilometer langer Abschnitt zwischen dem ehemaligen Haltepunkt Grünbach und der Einfahrt in den ehemaligen Endbahnhof Weißenstein.